# Freestyler
Freestyler – singel fińskiej grupy Bomfunk MC’s wydany w 1999 roku. Singel umieszczono w albumie In Stereo. Teledysk do „Freestylera” został nakręcony na fińskiej stacji metra helsińskiego Hakaniemi. Mimo ogromnego sukcesu, jaki utwór zdobył w Europie, nigdy nie znalazł się na 1. miejscu w rodzimej Finlandii.

## Lista utworów
- Singel (1999)[1]

1. „Freestyler” (Radio Edit) – 2:52
2. „Freestyler” (Alternative Radio Edit) – 4:05
3. „Freestyler” (Happy Mickey Mouse Mix) – 4:47
4. „Freestyler” (Missing Link Remix) – 5:39

## Notowania na listach przebojów
| Kraj              | Lista (1999/2000/2010/2013) | Najwyższa pozycja |
| ----------------- | --------------------------- | ----------------- |
| Szwajcaria        | Top 100 Singles             | 1                 |
| Niemcy            | Top 100 Singles             | 1                 |
| Szwecja           | Top 60 Singles              | 1                 |
| Włochy            | Top 20 Singles              | 1                 |
| Austria           | Singles Top 75              | 1                 |
| Holandia          | Single Top 100              | 1                 |
| Belgia (Walonia)  | Ultratop 40                 | 1                 |
| Belgia (Flandria) | Ultratop 50                 | 1                 |
| Australia         | Top 50 Singles              | 1                 |
| Nowa Zelandia     | Top 40 Singles              | 1                 |
| Norwegia          | Top 20 Singles              | 1                 |
| Wielka Brytania   | Singles Top 100             | 2                 |
| Irlandia          | Top 50 Singles              | 3                 |
| Finlandia         | Top 20 Singles              | 4                 |
| Francja           | Top 100 Singles             | 8                 |